# Chiemsee-Kessel
Der goldene Chiemsee-Kessel wurde im Mai 2001 im Chiemsee etwa 200 m vom Ufer in der Nähe von Seebruck von einem Profi-Schatztaucher gefunden.
Der 10,5 Kilogramm schwere Kessel mit einem Durchmesser von 50 cm und einer Höhe von 30 cm ist aus 18-karätigem Gold hergestellt. Die Oberfläche des Kessels ist mit Figuren in Treibarbeit verziert, die dem keltischen Kessel von Gundestrup ähneln, der 1891 im Moor von Gundestrup im dänischen Jütland gefunden wurde.
Er wurde in der Archäologischen Staatssammlung in München untersucht. Anhand des verwendeten Lötmaterials und der Herstellungstechniken wurde eine keltische Herkunft rasch ausgeschlossen. Über eine Verbindung zum NS-Regime wurde lange spekuliert. Laut den Gutachten entstand der Goldkessel aber bereits am Anfang des 20. Jahrhunderts. Der Urheber des Gefäßes ist unbekannt.
Da ein NS-Besitz nicht nachzuweisen war, teilten sich Finder und Land Bayern den Erlös beim Verkauf des Kessels 2003. Zwei Jahre später kam der Kessel in den Besitz eines Schweizer Finanzjongleurs, der ihn für betrügerische Angebote an Anleger einsetzte.
Er hatte den Kessel als Heiligen Gral vermarkten wollen und die Käufer seiner Partizipationsscheine sollten daran beteiligt werden. Wegen Betrugs auch in weiteren Fällen wurde er im August 2012 in Zürich zu einer Haftstrafe verurteilt.
Der Goldkessel gehört nun zu seinem Insolvenzvermögen, wurde beschlagnahmt und 2014 vom Konkursamt Rapperswill verkauft.